# 西太白黄耆
西太白黄耆（学名：Astragalus monadelphus sp. xitaibaicus）为豆科黄耆属下的一个亚种。

## 扩展阅读
- 維基物種上的相關：西太白黄耆